# Eugen Beck
Eugen Beck (* 11. Januar 1866 in Randegg; † 22. November 1934 in Karlsruhe) war ein deutscher Architekt und Hochschullehrer.

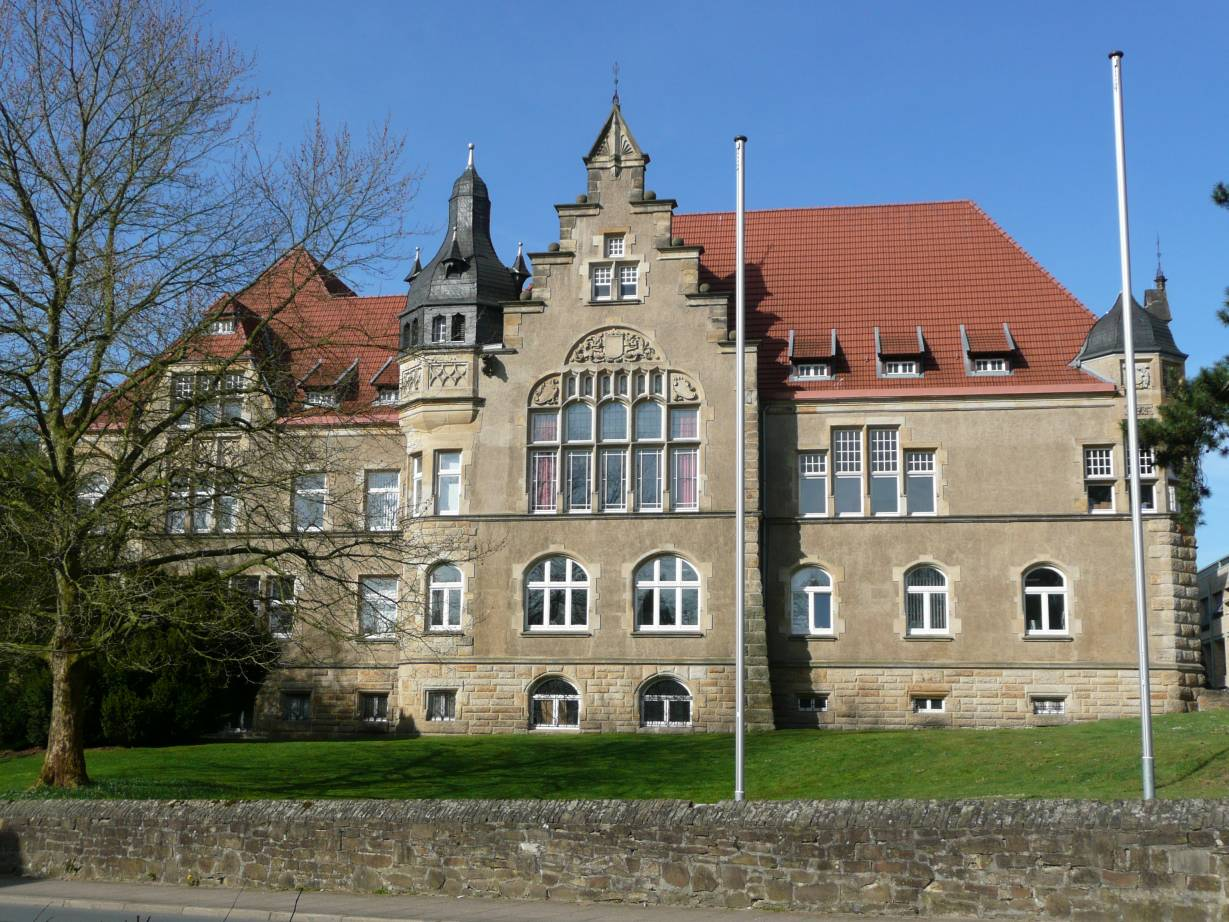
Kreishaus in Herford

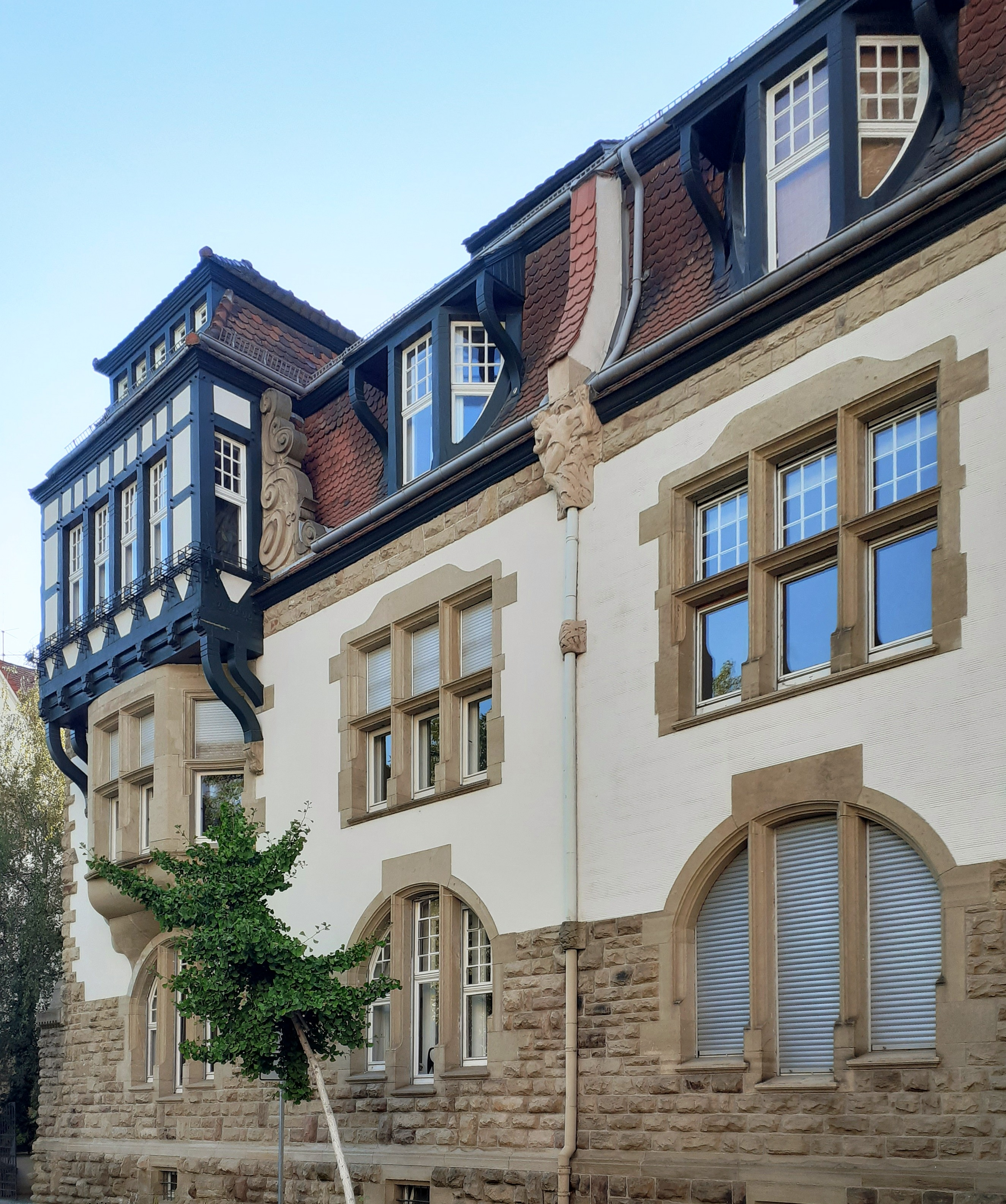
Doppelwohnhaus Weberstraße 6/8 in Karlsruhe

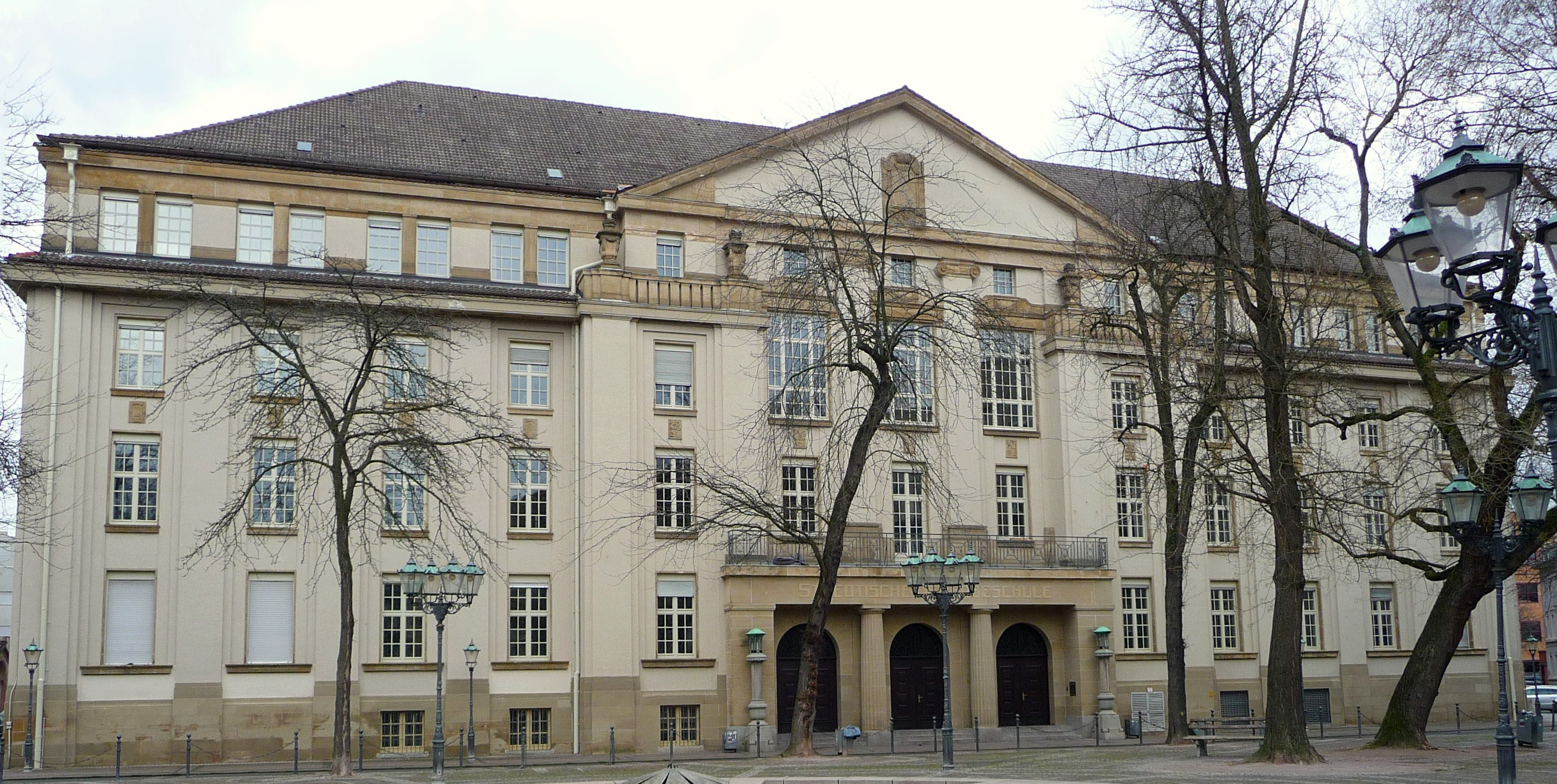
Carl-Hofer-Schule in Karlsruhe

## Leben
Der Sohn eines badischen Oberzollinspektors besuchte die Gymnasien in Konstanz und Donaueschingen und studierte Architektur am Polytechnikum Karlsruhe. Seit 1884 gehörte er der Karlsruher Burschenschaft Arminia an. Beck war mehrere Jahre als Architekt in verschiedenen Büros tätig und trat 1889 in den Dienst der Stadt Elberfeld ein, wo er mit der Planung und Ausführung von Schul- und Krankenhausbauten befasst war. Durch einen Architekturwettbewerb erhielt er den Auftrag für den Bau der Viktoriaschule in Darmstadt und übersiedelte 1895 dorthin. Ein weiterer Wettbewerbssieg brachte ihm 1897 den Auftrag für das Kreishaus in Herford ein. Der in einer Stilmischung aus Spätgotik und Renaissance errichtete historistische Bau steht als nunmehr Altes Kreishaus seit 1988 unter Denkmalschutz.
Als erfolgreicher und in Fachkreisen anerkannter Architekt wurde Eugen Beck 1898 Professor an der großherzoglich badischen Baugewerkschule Karlsruhe. Er wohnte ab 1903 im selbst geplanten Jugendstilhaus Weberstraße 6 in der Karlsruher Weststadt. Von 1912 bis 1914 entstand, erneut nach einem Wettbewerbserfolg, nach seiner Planung im neoklassizistischen Stil die Gewerbeschule in Karlsruhe, heute Carl-Hofer-Schule, die als Kulturdenkmal von besonderer Bedeutung eingestuft ist.
Nach der Umwandlung der Baugewerkschule zum Staatstechnikum Karlsruhe im Jahr 1919 wurde Beck zweimal für zweijährige Amtszeiten zu dessen Direktor gewählt. Bis 1931 lehrte er am Staatstechnikum, daneben arbeitete er als Sachverständiger in Bauangelegenheiten für die badische Landesregierung.

## Bauten
- 1898: Viktoriaschule in Darmstadt (nach Kriegsschäden stark verändert)[10]
- 1898: Oetingervilla in Darmstadt
- 1898: Kreishaus in Herford
- 1903: Doppelwohnhaus Weberstraße 6/8 in Karlsruhe[11]
- 1911–1912: Wohnhaus für Hans Bunte in Karlsruhe, Kriegsstraße 64a[12]
- 1912–1914: Gewerbeschule Karlsruhe, heute Carl-Hofer-Schule